# Liste japanischer Zählwörter
Japanische Zählwörter bzw. Zähleinheitswörter (jap. 助数詞 josūshi) werden an Zahlenangaben angehängt, um analog zu einer Reihe anderer Suffixe im Japanischen das Lese- und Hörverständnis zu unterstützen.
Dabei wird verschiedenen Arten von Gegenständen und abstrakten Begriffen jeweils ein definiertes Zähleinheitswort zugeordnet. Eine Entsprechung im Deutschen ist etwa Blatt in „50 Blatt Papier“. Die Zuordnung von Begriffen und Zähleinheitswörtern richtet sich oft nach Form und Größe eines Gegenstandes, seltener benutzte Zuordnungen stellen aber auch japanische Muttersprachler vor Probleme. Je nach Zähleinheitswort werden bestimmte Zahlenangaben unregelmäßig ausgesprochen.

## Liste japanischer Zähleinheitswörter
Die folgende, alphabetisch geordnete Liste enthält auch seltener benutzte Zähleinheitswörter, erhebt aber keinen Anspruch auf Vollständigkeit.
Einige Zählwörter werden mit japanischen Zahlen in Kun-Lesung gezählt. Bei diesen steht hito- in den Anmerkungen.
| Aussprache       | Kanji              | Verwendung | Anmerkungen |
| ---------------- | ------------------ | --- | ----------- |
| ame              | 雨                 | Regenschauer | hitoame     |
| ba               | 場                 | Akte eines Schauspiels |             |
| bai              | 倍                 | Vielfache |             |
| ban              | 晩                 | Nächte |             |
| ban              | 番                 | Nummern, Sumo-Kämpfe, Spiele (Sport) |             |
| banme            | 番目               | Ordnungszahlen |             |
| bansen           | 番線               | Gleise |             |
| ben              | 弁                 | Blütenblätter |             |
| bi               | 尾                 | kleine Fische (beim Fischhandel; umgangssprachlich 匹 hiki) |             |
| bin              | 瓶                 | Flaschen (1,8 l), Blumenvasen | hitobin     |
| bin              | 便                 | Flüge, Fahrten |             |
| boku             | 木                 | Baumstämme |             |
| bu               | 部                 | Exemplare einer Zeitschrift oder Zeitung |             |
| bun              | 文                 | Sätze |             |
| byō              | 秒                 | Sekunden |             |
| chaku            | 着, 著             | Kleidergarnituren (siehe auch mai) |             |
| chitsu           | 帙                 | Auf traditionell japanische Art gebundene Bücher (和書 washo) |             |
| chō              | 挺                 | längliche Objekte: Kanonen, Tintensteine, Sänften, Rikschas |             |
| chō              | 丁                 | Werkzeuge, Scheren, Sägen, Pistolen; Tofu-Gerichte, Nudelgerichte, etwa sechs Scheiben Brot | s. a. chōme |
| chō              | 貼                 | pulverförmige Medizin |             |
| chō              | 張                 | Bögen, Saiteninstrumente, Vorhänge, Wandschirme, Netze |             |
| chōme            | 丁目               | Stadtteilabschnitte |             |
| da               | 打                 | Treffer (Baseball) |             |
| dai              | 代                 | Generationen, Epochen, Regierungszeiten |             |
| dai              | 台                 | Autos, Maschinen, mechanische Geräte |             |
| dai              | 題                 | Fragen, Probleme |             |
| dan              | 段                 | Stufen, Tabellenspalten |             |
| danraku          | 段落               | Absätze |             |
| do               | 度                 | Geschehnisse, Häufigkeit; Grad (Winkel, Celsius) | s. a. kai   |
| dō               | 堂                 | Buddhistische Tempel |             |
| fu               | 封                 | Briefe |             |
| fuku             | 服                 | Schalen Matcha (grüner Pulvertee), Packungen oder Dosen pulverförmiger Medizin |             |
| fuku             | 幅                 | Wandschriftrollen (Kakejiku) |             |
| fun              | 分                 | Minuten |             |
| furi             | 振                 | Schwerter |             |
| fusa             | 房                 | Reben (Wein), Stauden (Bananen) | hitofusa    |
| gakki            | 学期               | Semester |             |
| gatsu            | 月                 | Monate des Jahres (siehe auch kagetsu) |             |
| gen              | 弦                 | Saiten |             |
| go               | 語                 | Wörter, Sprachen |             |
| gon, auch koto   | 言                 | Worte | hitokoto    |
| gōsha            | 号車               | Wagennummer bei Zügen |             |
| gu               | 具                 | Rüstungen; Möbelensemble |             |
| gyō              | 行                 | Textzeilen |             |
| hachi            | 鉢                 | Blumentöpfe, Bonsais | hitohachi   |
| hako             | 箱                 | Boxen, Schachteln |             |
| haku             | 泊                 | Übernachtungen |             |
| hai              | 杯                 | Tassen, Gläser, Löffelmengen, Tintenfische, Kraken, Garnelen |             |
| hai              | 敗                 | Niederlagen beim Sumo |             |
| han              | 版                 | Auflagen eines Buchs |             |
| hari             | 張                 | Regenschirme, Sonnenschirme |             |
| hashira          | 柱                 | Götter, Gedenktafeln |             |
| hatsu            | 発                 | Schüsse |             |
| heya             | 部屋               | Räume |             |
| hiki, piki       | 匹                 | kleine Tiere, Insekten, kleinere Fische |             |
| hin / shina, pin | 品                 | Verkaufsartikel; Beilagen, Menügänge | s. a. shina |
| ho, po           | 歩                 | Schritte |             |
| hon              | 本                 | längliche, dünne, zylindrische Gegenstände wie: Nägel, Schreibstifte, Flaschen; auch: Telefongespräche, Spielfilme (siehe auch tsūwa) Als Nomen hat 本 die Bedeutung „Buch“ und wird mit satsu gezählt. |             |
| ji               | 字                 | Buchstaben, Kanji, Kana |             |
| ji               | 時                 | Stunden bei der Uhrzeit |             |
| jikan            | 時間               | Stunden |             |
| jō               | 畳                 | Tatami-Matten. Mit der Anzahl der Tatami-Matten werden in Japan Zimmergrößen angegeben. |             |
| jō               | 錠                 | Dosen einer Medizin |             |
| ka               | 課                 | Buchkapitel, Lektionen |             |
| ka               | 架                 | Rahmen |             |
| kabu             | 株                 | Aktien |             |
| kagetsu          | カ月, 箇月, ゕ月   | Monate (Dauer) (siehe auch gatsu). Die Katakana-Vereinfachung カ ersetzt meist das ältere und formelle 箇.                                                                                              |             |
| kakoku           | カ国, 箇国, ゕ国   | Länder |             |
| kaku             | 画                 | Strichanzahl in Kanji |             |
| kai              | 回                 | Häufigkeit, Anzahl eines Geschehnisses (ebenso: do) |             |
| kai              | 階                 | Stockwerke |             |
| kan              | 艦                 | Kriegsschiffe |             |
| kan              | 缶                 | Dosen |             |
| ken              | 件                 | abstrakte Fälle |             |
| ken              | 軒                 | Gebäude |             |
| ki               | 機                 | Flugzeuge, Maschinen |             |
| ki               | 基                 | Gräber, Steinlaternen, Mikoshi, CPUs, Reaktoren |             |
| kire             | 切れ               | Scheiben (Brot, Kuchen etc.), Sushi-Stücke |             |
| ko               | 個, 箇, 个 oder ヶ | allgemeines Zähleinheitswort, wenn kein anderes definiert ist; kompakte Gegenstände wie Äpfel, Radiergummis etc., Militäreinheiten                                                                      |             |
| ko               | 戸                 | Häuser |             |
| kō               | 校                 | Schulen |             |
| kō               | 稿                 | Manuskripte |             |
| ku               | 句                 | Haiku, Senryū |             |
| kuchi            | 口                 | Bankkonten, Spenden |             |
| kumi             | 組                 | Gruppen |             |
| kyaku            | 脚                 | Schreibtische, Stühle |             |
| kyoku            | 曲                 | Musikstücke |             |
| kyoku            | 局                 | Brettspiele (Schach, Go, Shōgi, Mah-Jongg); Radiostationen |             |
| mai              | 枚                 | dünne, flache Gegenstände wie Papier und Fotografien, Kleidungsgegenstände, Bettlaken | s. a. chaku |
| maki             | 巻                 | Rollen |             |
| maku             | 幕                 | Szenen im Drama und in der Oper |             |
| mei              | 名                 | Personen (höflich) |             |
| men              | 面                 | Spiegel, Spielbretter für Brettspiele, Level bei Computerspielen |             |
| mon              | 門                 | Kanonen |             |
| mon              | 問                 | Fragen |             |
| nichi / ka       | 日                 | Tage des Monats |             |
| nin              | 人                 | Menschen |             |
| pēji             | ページ, 頁         | Seiten |             |
| rin              | 輪                 | Räder, Blumen |             |
| ryō              | 両                 | Waggons |             |
| sai              | 才, 歳             | Alter bei Personen; unregelmäßig: hatachi 20 Jahre alt (da Sonderstellung als Alter der Volljährigkeit)                                                                                                 |             |
| sao              | 棹                 | Kommoden, Flaggen |             |
| satsu            | 冊                 | Bücher |             |
| seki             | 隻                 | große Schiffe |             |
| seki             | 席                 | Sitze, Rakugo-Darbietungen, Umtrünke |             |
| sento            | セント             | Cents |             |
| shina            | 品                 | (siehe hin) |             |
| shō              | 勝                 | Siege beim Sumo |             |
| shō              | 章                 | Kapitel, Abschnitte, Paragraphen |             |
| shu              | 首                 | Tanka |             |
| shūkan           | 週間               | Wochen |             |
| shurui oder shu  | 種類 oder 種       | Sorten, Arten von Dingen, Lebewesen |             |
| soku             | 足                 | Strümpfe, Socken, Schuhe |             |
| tai              | 体                 | menschliche Körper |             |
| tawara           | 俵                 | Reisesäcke |             |
| ten              | 点                 | Punkte (Tagesordnung, Argumente, Gliederungspunkte, Testergebnisse) |             |
| tō               | 頭                 | große Tiere wie Kühe, Elefanten etc. |             |
| tsu              | つ                 | allgemeines Zählwort |             |
| tsū              | 通                 | Briefe, E-Mails |             |
| tsubu            | 粒                 | Bonbons, Pillen, Leckerli |             |
| tsūwa            | 通話               | Telefongespräche (siehe auch hon) |             |
| wa               | 羽                 | Vögel, Hasen |             |
| wa               | 把                 | Bündel |             |
| zen              | 膳                 | Essstäbchenpaare, Reisschalen |             |

| Anzahl    | allgemeines ZW | Datum / Tag   | Menschen        |
|           | つ tsu         | 日 nichi / ka | 人 ri / nin     |
| --------- | -------------- | ------------- | --------------- |
| 1         | hitotsu        | tsuitachi     | hitori          |
| 2         | futatsu        | futsuka       | futari          |
| 3         | mittsu         | mikka         | sannin          |
| 4         | yottsu         | yokka         | yonin (yottari) |
| 5         | itsutsu        | itsuka        | gonin           |
| 6         | muttsu         | muika         | rokunin         |
| 7         | nanatsu        | nanoka        | shichinin       |
| 8         | yattsu         | yōka          | hachinin        |
| 9         | kokonotsu      | kokonoka      | kyūnin          |
| 10        | tō             | tōka          | jūnin           |
| 20        | -              | hatsuka       | nijūnin         |
| Fragewort | ikutsu         | nannichi      | nannin          |

## Euphonische Änderungen
Die Phonetik von Zählwörtern kann sich ändern, wenn bestimmte Zahlen vor dem Zählwort stehen. Dies nennt man euphonischen (gr. wohlklingenden) Wandel, da die Aussprache einfacher und weicher wird. Beispielsweise wird ichi 一 + k- = ikk-, roku 六 + h- = ropp-. Die folgende Liste gibt einen detaillierten Überblick.
Zwar folgt der phonetische Wandel einem klaren Schema, jedoch treten vereinzelt Ausnahmen auf. Diese werden in der Liste durch einen doppelten Eintrag vermerkt.
| Zähler    | k- (か きゃ etc.)           | s/sh- (さ しゃ etc.)        | t/ch- (た ちゃ etc.)        | h- (は ひ へ ほ ひゃ ひゅ ひょ) | f- (ふ)                     | p- (ぱ etc.)                | w- (わ)                             |
| --------- | --------------------------- | --------------------------- | --------------------------- | ------------------------------- | --------------------------- | --------------------------- | ----------------------------------- |
| 1 ichi    | ikk- いっか                 | iss- いっさ                 | itt- いった                 | ipp- いっぱ                     | ipp- いっぷ                 | ipp- いっぱ                 |                                     |
| 3 san     |                             |                             |                             | sanb- さんば                    | sanp- さんぷ                |                             | sanb- さんば                        |
| 4 yon     |                             |                             |                             | yonh- よんは yonp- よんぽ       | yonf- よんふ yonp- よんぷ   |                             | yow- よわ yonw- よんわ yonb- よんば |
| 6 roku    | rokk- ろっか                |                             |                             | ropp- ろっぱ                    | ropp- ろっぷ                | ropp- ろっぱ                | rokuw- ろくわ ropp- ろっぱ          |
| 8 hachi   | hakk- はっか                | hass- はっさ                | hatt- はった                | happ- はっぱ                    | happ- はっぷ                | happ- はっぱ                | happ- はっぱ hachiw- はちわ         |
| 10 jū     | jikk- じっか jukk- じゅっか | jiss- じっさ juss- じゅっさ | jitt- じった jutt- じゅった | jipp- じっぱ jupp- じゅっぱ     | jipp- じっぷ jupp- じゅっぷ | jipp- じっぱ jupp- じゅっぱ | jipp- じっぱ                        |
| 100 hyaku | hyakk- ひゃっか             |                             |                             | hyapp- ひゃっぱ                 | hyapp- ひゃっぷ             | hyapp- ひゃっぱ             |                                     |
| 1000 sen  |                             |                             |                             | senb- せんば                    | senp- せんぷ                |                             |                                     |
| 10000 man |                             |                             |                             | manb- まんば                    | manp- まんぷ                |                             |                                     |
| 何 nan    |                             |                             |                             | nanb- なんば                    | nanp- なんぷ                |                             |                                     |